# Моріс Оріу
Моріс Жан Клод Ежен Оріу (17.VIII 1856, м. Ладивілль, деп. Шаранта — 12.III 1929, м. Тулуза) — французький юрист, фахівець з адміністративного права, один із класиків французької юридичної думки. Представник «школи державної влади», розробив бачення держави як публічної влади, сама сутність якого виправдовує виняткові права; побудував також теорію інституцій та громадських установ філософського і соціологічного характеру.